# Paolo Lucio Anafesto
Paolo Lucio Anafesto was volgens een betwiste overlevering de eerste doge van Venetië. Hij stond ook bekend als Anafestus Paulucius, de Latijnse vertaling van zijn naam. 
Hij was een edelman uit Heraclea dat toen de belangrijkste stad van de regio was en werd in 697 tot Doge verkozen, die gezag had over heel het meer rondom Venetië. Hij stond meteen voor twee serieuze taken: een einde stellen aan de talloze conflicten tussen de verschillende tribunen, die tot dan over verschillende delen van Venetië hadden geregeerd én het organiseren van de verdediging tegen de Lombarden en de Slaven.
Volgens moderne historici heeft hij als Doge nooit bestaan en verwijst zijn naam naar een Byzantijnse hertog Paulus.